# 359-я стрелковая дивизия
359-я стрелковая Ярцевская ордена Ленина Краснознамённая дивизия — стрелковая дивизия РККА, участвовала в Великой Отечественной войне.
Периоды вхождения в состав Действующей армии:
- 10 декабря 1941 года — 9 декабря 1943 года;
- 4 января 1944 года — 5 мая 1945 года.[1]

## История
Дивизия стрелков, с войсковым номером (№) 359, была сформирована осенью 1941 года в Верещагинском районе (Молотовская область) РСФСР в период мобилизации Союза ССР за счёт военнообязанных района и области.
Стрелковое соединение входило в состав 30-й и 31-й армий Калининского, Западного фронтов, с 15 декабря 1941 по 1 марта 1942 года участвовала в контрнаступлении под Москвой, а затем с марта по конец июля 1942 года вела бои за плацдарм за Волгой в районе Клепино — Воробьёво. С 30 июля 1942 года по 30 марта 1943 года действовала на Ржевском направлении.
Летом — осенью 1943 года освобождала Ярцево и Смоленск, наступала на Оршанском направлении, за мужество и героизм личного состава стрелкового соединения проявленные в боях при прорыве сильно укреплённой полосы обороны немцев и освобождение населённого пункта дивизии было присвоено почётное наименование «Ярцевская». С 20 октября 1943 года (с образованием 1-го Украинского фронта) действовала в его составе.
В 1944 году участвовала в Корсунь-Шевченковской, Проскуровско-Черновицкой, Львовско-Сандомирской и Карпатско-Дуклинской операциях, закрывала Колтувский коридор, ликвидировала Бродскую группировку врага. Боевой путь дивизии в Польше и Чехословакии проходил в составе 1-го Чехословацкого армейского корпуса РККА.
В январе — феврале 1945 года соединение участвовало в Висло-Одерской операции, Нижне-Силезская наступательная операция. С 19 февраля по 6 мая 1945 года вела бои за Бреслау. В ходе этих боёв формирования дивизии особенно успешно отличились при форсировании водного рубежа реки Одер и овладении городом-крепостью Бреслау. За эти успехи дивизия приказом Верховного Главнокомандующего была награждена орденом Красного Знамени и орденом Ленина.
Стрелковые полки дивизии 1198-й и 1196-й были награждены орденами Красного Знамени. 924-й артиллерийский полк за особые отличия в боях получил название «Львовский». Дивизию расформировали 6 мая 1945 года.

## Состав
- управление
- 1194-й стрелковый полк
- 1196-й стрелковый полк
- 1198-й стрелковый полк (подполковник П. С. Хаустович, с октября 1941 — по май 1942)
- 924-й артиллерийский полк
- 221-й отдельный истребительно-противотанковый дивизион
- 423-я отдельная разведывательная рота
- 641-й (443-й) отдельный сапёрный батальон
- 812-й отдельный батальон связи (218 отдельная рота связи)
- 446-й отдельный медико-санитарный батальон
- 439-я отдельная рота химической защиты
- 476-я автотранспортная рота
- 215-я полевая хлебопекарня
- 784-й дивизионный ветеринарный лазарет
- 1435-я полевая почтовая станция
- 734-я полевая касса Государственного банка

## В составе
- с 14 ноября 1941 года — в составе 28-й армии резерва Ставки ВГК
- с 17 декабря 1941 года — в составе 31-й армии Калининского фронта

## Почётные наименования и награды
- 19 сентября 1943 года — почётное наименование «Ярцевская» — присвоено Приказом Верховного Главнокомандующего, от 19 сентября 1943 года, за отличие в боях при прорыве сильно укреплённой полосы обороны немцев и за освобождение города Ярцево;
- 5 апреля 1945 года —  Орден Красного Знамени — награждена указом Президиума Верховного Совета СССР от 5 апреля 1945 года за образцовое выполнение заданий командования в боях с немецкими захватчиками при форсировании реки Одер северо-западнее города Бреслау (Бреславль) и проявленные при этом доблесть и мужество.[2]
- 4 июня 1945 года —  Орден Ленина — награждена указом Президиума Верховного Совета СССР от 4 июня 1945 года за образцовое выполнение заданий командования в боях с немецкими захватчиками при овладении городом Бреславль (Бреслау) и проявленные при этом доблесть и мужество.[3]

Награды воинских частей дивизии:
- 1196 стрелковый Краснознамённый[4] полк
- 1198 стрелковый Краснознамённый[4]полк
- 924 артиллерийский Львовский полк

## Командиры дивизии
Дивизией командовали:
- Филиппов, Александр Михайлович (01.09.1941 — 02.10.1941), полковник;
- Хотимский, Залман Ионович (03.10.1941 — 28.02.1942), полковник;
- Вашкевич, Владимир Романович (01.03.1942 — 19.11.1942), генерал-майор;
- Гуряшин, Василий Кузьмич (20.11.1942 — 13.07.1943), полковник;
- Косолапов, Пётр Павлович (14.07.1943 — 09.05.1945), полковник.

## Отличившиеся воины дивизии
Медаль Герои Советского Союза:
- Нечваль, Василий Иванович, красноармеец, пулемётчик 1198-го стрелкового полка.
- Яковец, Василий Федотович, младший сержант, стрелок 3-й стрелковой роты 1194-го стрелкового полка.

 Кавалеры ордена Славы трёх степеней:
- Коротков Алексей Иванович, старший сержант, командир взвода 423 отдельной разведывательной роты. Указ Президиума Верховного Совета СССР от 27 июня 1945 года.